# Johann Balthasar Christian Freisslich
Johann Balthasar Christian Freisslich (ochrzczony 30 marca 1687, w Immelborn k. Bad Salzungen, zm. w 1764 w Gdańsku)  – niemiecki kompozytor okresu baroku. 
Około 1730 osiadł w Gdańsku. Był przyrodnim bratem Maximiliana Dietricha Fresslicha (1673-1731), po którego śmierci objął stanowisko kapelmistrza przy gdańskim kościele Mariackim . 
Jako płodny kompozytor i zdolny kapelmistrz, odegrał ważną rolę w kulturalnym życiu Gdańska. Wiele jego kompozycji wiązało się z godnymi uwagi rocznicami, takimi jak 300. rocznica uwolnienia miasta od Zakonu krzyżackiego, czy 100-lecie pokoju w Oliwie. Napisał także kilka kantat (1733, 1755, 1763) związanych z królami Polski Augustem II Mocnym i Augustem III Sasem oraz liczne kantaty z okazji mianowania nauczycieli, wyboru członków rady miejskiej, wesel i pochówków wybitnych obywateli Gdańska .

## Dzieła
(na podstawie materiałów źródłowych )
- Die verliebte Nonne, serenada;
- Passio Christi (słowa: Barthold Heinrich Brockes), na chór i głosy solowe;
- Matthaeuspassion (słowa: M. Vulpio);
- Magnificat na bas solo;
- Jauchzet, jauchzet, pasja;

oraz ponad 100 kantat świeckich i kościelnych.

## Nagrania
- Cantata an dem hohen Geburtsfeste des Herrn Augusti III. Könige in Polen (Kantata na uroczysty dzień urodzin Najjaśniejszego Pana, Króla Polski Augusta III), FreisWV E 17; Capella Gedanensis, dyr. Alina Kowalska-Pińczak; Futurex Classics FCD 01216